# The Lighthouse by the Sea
The Lighthouse by the Sea er en amerikansk stumfilm fra 1911 af Edwin S. Porter.

## Medvirkende
- Charles Sutton.
- Mabel Trunnelle.
- Laura Sawyer.
- Richard Neill.
- James Gordon.